# أحادي فوسفات الأدينوسين الحلقي
أحادي فوسفات الأدينوسين الحلقي (cAMP,  AMP حلقي, أو 3',5'- أدينوسين أحادي الفسفات الحلقي) هو جزيء رسول ثاني مهم في العديد من العمليات الحيوية. الcAMP هو مشتق من الأدينوسين ثلاثي الفسفات (ATP) ويستخدم في توصيل الإشارة داخل الخلايا في العديد من الكائنات الحية، بما يشمل المسار المعتمد على  أحادي فوسفات الأدينوسين الحلقي.

## صور إضافية

أدينوسين أحادي الفوسفات الحلفي
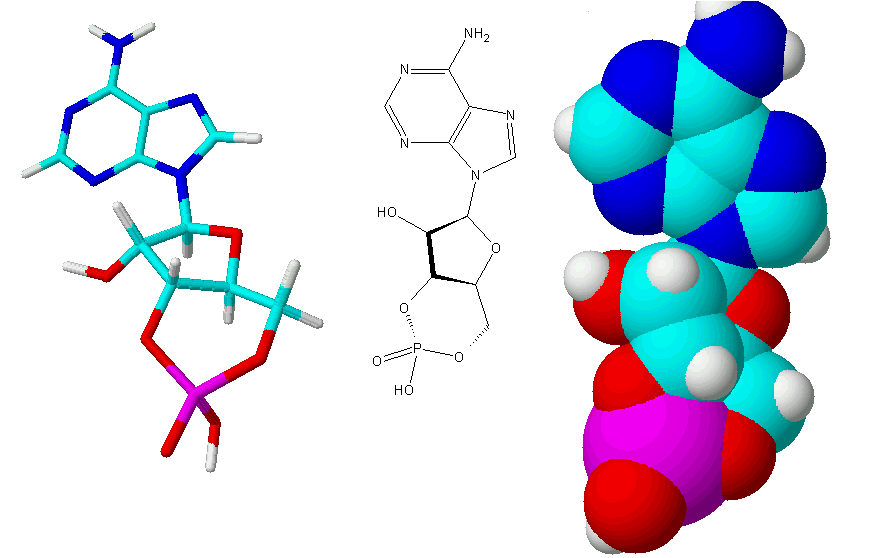
الأدينوسين أحادي الفوسفات الحلقي ممثلا بثلاث طرق.
أدينوسين ثلاثي الفوسفات